# Leichtathletik-Länderkampf der Männer 1955 Dänemark – BR Deutschland
| 11. Leichtathletik-Länderkampf mit bundesdeutscher Beteiligung 1955 | 11. Leichtathletik-Länderkampf mit bundesdeutscher Beteiligung 1955 |               |
| ------------------------------------------------------------------- | ------------------------------------------------------------------- | ------------- |
|                                                                     |                                                                     |               |
| Ländervergleich der Männer: Dänemark – BR Deutschland               |                                                                     |               |
| Austragungsort                                                      | Kopenhagen                                                          |               |
| Wettbewerbe                                                         | 20                                                                  |               |
| Datum                                                               | 21./22. August                                                      |               |
| 1. FRG 2. DNK                                                       | 108 P 106 P                                                         |               |
| Chronik                                                             |                                                                     |               |
| ← FRG-SUI Geher (M)                                                 | FIN-FRG (M) →                                                       | FIN-FRG (M) → |

Der elfte Vergleich des Länderkampfjahres 1955 brachte den Männern ihr insgesamt fünftes Aufeinandertreffen mit Dänemark in einem Wettkampf mit dem allgemeinen leichtathletischen Programm. Am 21./22. August trafen sich die Vertreter beider Länder in Kopenhagen. Eine erste Begegnung der beiden Nationen in dieser Saison hatte es am 24. Juli in Kiel gegeben, wo die Geher einen Vergleich ausgetragen hatten. Mit der Veranstaltung in Kopenhagen begann auch die Länderkampfreise der bundesdeutschen Sportler in den Norden Europas. Gleichzeitig absolvierten sie auch noch ihre beiden Länderkämpfe gegen die Schweiz in Genf und gegen die Niederlande in Groningen.

## Wettbewerbe und Modus
Das Programm entsprach mit zwanzig Disziplinen einem umfassenden Angebot bei Länderkämpfen, so wurde die Veranstaltung an zwei Tagen durchgeführt. Aus dem olympischen Wettbewerbskatalog fehlten nur der Marathonlauf, die beiden Gehdisziplinen und der Zehnkampf. Gewertet wurde in den Einzeldisziplinen nach dem Standardsystem, in den Staffeln mit fünf zu zwei Punkten.

## Ergebnis
Der Ausgang dieses Länderkampfs gestaltete sich äußerst knapp. Die Disziplinwertungen teilten sich die beiden Teams, jede Mannschaft entschied je zehn Wettbewerbe für sich. Aus den Platzierungen hinter dem jeweiligen Sieger eines Wettbewerbs errangen die bundesdeutschen Leichtathleten einen hauchdünnen Vorsprung und gewannen den Vergleich am Ende hauchdünn mit 108 zu 106 Punkten. So eng wurde es vor allem, weil die Bundesrepublik Deutschland wegen der gleichzeitigen beiden anderen Begegnungen mit den Niederlanden und der Schweiz in einer Zweitbesetzung antrat.

## Resultat

### 100 m
| Platz | Athlet         | Land | Zeit (s) |
| ----- | -------------- | ---- | -------- |
| 1     | Klaus Kraft    | FRG  | 10,9     |
| 2     | Otto Wrehde    | FRG  | 11,0     |
| 3     | Jörgen Fengel  | DNK  | 11,0     |
| 4     | Niels Roesdahl | DNK  | 11,2     |

Datum: 21. August

### 200 m
| Platz | Athlet             | Land | Zeit (s) |
| ----- | ------------------ | ---- | -------- |
| 1     | Walter Oberste     | FRG  | 22,1     |
| 2     | Allan Christiansen | DNK  | 22,1     |
| 3     | Jürgen Stevers     | FRG  | 22,7     |
| 4     | Niels Roesdahl     | DNK  | 22,9     |

Datum: 22. August

### 400 m
| Platz | Athlet             | Land | Zeit (s) |
| ----- | ------------------ | ---- | -------- |
| 1     | Allan Christiansen | DNK  | 48,6     |
| 2     | Jürgen Kühl        | FRG  | 49,3     |
| 3     | Heinz Dymke        | FRG  | 50,0     |
| 4     | Kjeld Roholm       | DNK  | 51,0     |

Datum: 21. August

### 800 m
| Platz | Athlet         | Land | Zeit (min) |
| ----- | -------------- | ---- | ---------- |
| 1     | Gunnar Nielsen | DNK  | 1:51,5     |
| 2     | Paul Schmidt   | FRG  | 1:52,2     |
| 3     | Walter Müller  | FRG  | 1:52,2     |
| 4     | Kjeld Roholm   | DNK  | 1:52,9     |

Datum: 22. August

### 1500 m
| Platz | Athlet               | Land | Zeit (min) |
| ----- | -------------------- | ---- | ---------- |
| 1     | Gunnar Nielsen       | DNK  | 3:46,4     |
| 2     | Werner Bumann        | FRG  | 3:51,      |
| 3     | Friedhelm Hellriegel | FRG  | 3:54,4     |
| 4     | Finn Mikkelsen       | DNK  | 3:56,6     |

Datum: 21. August

### 5000 m
| Platz | Athlet           | Land | Zeit (min) |
| ----- | ---------------- | ---- | ---------- |
| 1     | Günter Heßelmann | FRG  | 14:55,2    |
| 2     | Poul Jensen      | DNK  | 15;09,6    |
| 3     | Ludwig Rogener   | FRG  | 15:13,0    |
| 4     | Helge Knudsen    | DNK  | 15:16,0    |

Datum: 21. August

### 10.000 m
| Platz | Athlet            | Land | Zeit (min) |
| ----- | ----------------- | ---- | ---------- |
| 1     | Thyge Thøgersen   | DNK  | 31:11,6    |
| 2     | Poul Jensen       | DNK  | 31:58,8    |
| 3     | Ludwig Müller     | FRG  | 32:42,2    |
| 4     | Willi Grünsfelder | FRG  | 33:14,0    |

Datum: 22. August

### 110 m Hürden
| Platz | Athlet           | Land | Zeit (s) |
| ----- | ---------------- | ---- | -------- |
| 1     | Erik Christensen | DNK  | 15,2     |
| 2     | Erik Nissen      | DNK  | 15,3     |
| 3     | Heinz Stephan    | FRG  | 15,8     |
| 4     | Friedel Schirmer | FRG  | 15,9     |

Datum: 21. August

### 400 m Hürden
| Platz | Athlet            | Land | Zeit (s) |
| ----- | ----------------- | ---- | -------- |
| 1     | Helmut Janz       | FRG  | 53,7     |
| 2     | Torben Johannesen | DNK  | 55,1     |
| 3     | Helmut Kwoczek    | FRG  | 55,8     |
| 4     | Erik Christensen  | DNK  | 56,8     |

Datum: 22. August

### 3000 m Hindernis
| Platz | Athlet             | Land | Zeit (min) |
| ----- | ------------------ | ---- | ---------- |
| 1     | Günter Heßelmann   | FRG  | 9:06,6     |
| 2     | Frederik Hauge     | DNK  | 9:24,0     |
| 3     | Guido Blankenhagen | FRG  | 9:26,8     |
| 4     | Niels Söndergaard  | DNK  | 9:43,6     |

Datum: 22. August

### 4 × 100 m Staffel
| Platz | Besetzung      | Land                                                    | Zeit (s) |
| ----- | -------------- | ------------------------------------------------------- | -------- |
| 1     | BR Deutschland | Rainald Bohnhoff Otto Wrehde Klaus Kraft Jürgen Sievers | 42,6     |
| 2     | Dänemark       | Richard Larsen Niels Roesdahl Jörgen Fenge Juul         | 43,4     |

Datum: 21. August

### 4 × 400 m Staffel
| Platz | Besetzung      | Land                                                   | Zeit (min) |
| ----- | -------------- | ------------------------------------------------------ | ---------- |
| 1     | Dänemark       | K, Hansen Winslow G. Meisen Kjeld Roholm               | 3:17,8     |
| 2     | BR Deutschland | Otto Wrehde Walter Müller Dieter Schreiber Jürgen Kühl | 3:19,2     |

Datum: 22. August

### Hochsprung
| Platz | Athlet        | Land | Höhe (m) |
| ----- | ------------- | ---- | -------- |
| 1     | Werner Bähr   | FRG  | 1,90     |
| 2     | Nils Breum    | DNK  | 1,80     |
| 3     | Erik Voss     | DNK  | 1,80     |
| 4     | Claus Neufeld | FRG  | 1,75     |

Datum: 21. August

### Stabhochsprung
| Platz | Athlet              | Land | Höhe (m) |
| ----- | ------------------- | ---- | -------- |
| 1     | Richard Larsen      | DNK  | 4,10     |
| 2     | Hans Hübner         | FRG  | 3,80     |
| 3     | Kurt Nielsen        | DNK  | 3,70     |
| 4     | Wolfgang Goldenbohm | FRG  | 3,50     |

Datum: 22. August

### Weitsprung
| Platz | Athlet           | Land | Weite (m) |
| ----- | ---------------- | ---- | --------- |
| 1     | Richard Larsen   | DNK  | 7,16      |
| 2     | Henning Andersen | DNK  | 6,89      |
| 3     | Herbert Pfeffer  | FRG  | 6,70      |
| 4     | Claus Neufeld    | FRG  | 6,61      |

Datum: 21. August

### Dreisprung
| Platz | Athlet            | Land | Weite (m) |
| ----- | ----------------- | ---- | --------- |
| 1     | Walter Mahlendorf | FRG  | 14,16     |
| 2     | Herbert Pfeffer   | FRG  | 13,91     |
| 3     | Preben Larsen     | DNK  | 13,61     |
| 4     | Gunnar Kristensen | DNK  | 13,36     |

Datum: 22. August

### Kugelstoßen
| Platz | Athlet                | Land | Weite (m) |
| ----- | --------------------- | ---- | --------- |
| 1     | Josef Klik            | FRG  | 14,94     |
| 2     | Walter Janssen        | FRG  | 13,85     |
| 3     | Andreas Michaelsen    | DNK  | 13,84     |
| 4     | Christian Frederiksen | DNK  | 13,11     |

Datum: 22. August

### Diskuswurf
| Platz | Athlet           | Land | Weite (m) |
| ----- | ---------------- | ---- | --------- |
| 1     | Jørgen Munk Plum | DNK  | 46,06     |
| 2     | Walter Janssen   | FRG  | 45,63     |
| 3     | Heinz Brandt     | FRG  | 45,26     |
| 4     | Poul Schlichter  | DNK  | 43,77     |

Datum: 21. August

### Hammerwurf
| Platz | Athlet                 | Land | Weite (m) |
| ----- | ---------------------- | ---- | --------- |
| 1     | Svend Aage Frederiksen | DNK  | 53,69     |
| 2     | Poul Cederquist        | DNK  | 53,45     |
| 3     | Karl Hein              | FRG  | 52,18     |
| 4     | Alfons Sonneck         | FRG  | 51,34     |

Datum: 21. August

### Speerwurf
| Platz | Athlet        | Land | Weite (m) |
| ----- | ------------- | ---- | --------- |
| 1     | Anton Diewald | FRG  | 63,42     |
| 2     | John Hansen   | DNK  | 60,81     |
| 3     | Kaj Stendahl  | DNK  | 58,59     |
| 4     | Josef Klik    | FRG  | 53,48     |

Datum: 22. August